# Lars målare
Lars målare är ett anonymnamn för en kyrkomålare, verksam under 1500-talet.
Lars målare utförde 1515 omfattande dekorationsmålningar i Faringe kyrka som senare kalkades över. 1929 togs målningarna i vapenhuset fram och där kan man se fragment av en ytterstadomsscen och ett så kallat lyckohjul. Målningen bär inskriptionen med en latinsk text som på svenska lyder År 1515 under kyrkoherde Andreas tid, målades denna kyrka av Lars Målare, borgare i Uppsala intill denna skrift fanns målningar av ärkestiftets och ärkebiskop Jacob Ulfssons vapen.   